# Линдси, Джордж, 14-й граф Кроуфорд
Джордж Линдси (англ. George Lindsay; умер в 1633) — шотландский аристократ, 14-й граф Кроуфорд и 22-й барон Кроуфорд с 1623 года.

## Биография
Джордж Линдси принадлежал к знатному англо-шотландскому роду, известному с XI века и владевшему баронией Кроуфорд на юге Ланаркшира. Он был старшим сыном Генри Линдси, 13-го графа Кроуфорда, и его первой жены Хелен Чисхольм. В 1623 году, после смерти отца, унаследовал семейные владения и титулы. Линдси был командиром голландского полка на шведской службе и участвовал в Тридцатилетней войне под началом короля Густава Адольфа. В 1633 году он был убит лейтенантом из своего полка. Графа похоронили в Штеттине.
Линдси был женат с 1621 года на Элизабет Синклер, дочери Джорджа Синклера, 5-го графа Кейтнесса, и Джин Гордон. в Этом браке родилась дочь Маргарет, умершая в 1655 году незамужней. Наследником графского титула стал младший брат Джорджа Александр.